# Dahalokely
Dahalokely ist eine ausgestorbene Gattung theropoder Dinosaurier. Ihre Angehörigen lebten während der späten Kreidezeit auf Indo-Madagaskar und wurden wahrscheinlich rund 3,5 bis 5,5 m lang. Ihre fossilen Überreste wurden 2007 in der madegassischen Ambolafotsy-Formation gefunden und 2013 von Andrew Farke und Joseph Sertich als neue Gattung und Art – Dahalokely tokana – beschrieben. Auf Basis ihrer osteologischen Merkmale ordneten die beiden Autoren Dahalokely als einen ursprünglichen Vertreter der Noasauridae ein. Der Lebensraum der Tiere lag in Küstennähe, ihre systematische Position legt eine carnivore Ernährung nahe.

## Merkmale

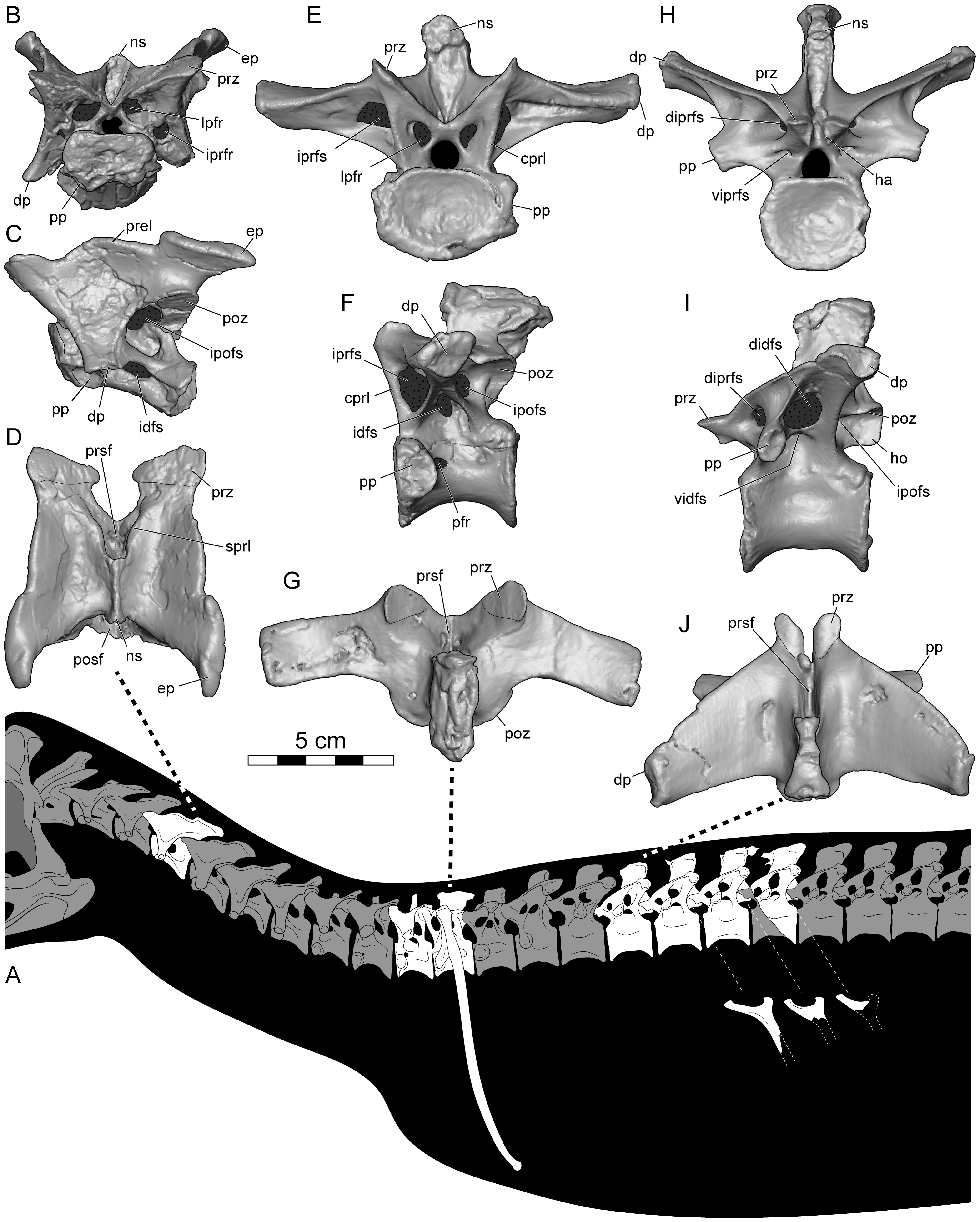
Diagramm mit bekannten Skelettelementen von Dahalokely

Das vorhandene Fossilmaterial von Dahalokely umfasst Reste der Wirbelsäule und daneben auch eine Rippe des vermutlich zweiten Rippenpaars der Rückenwirbelsäule. Die Halswirbel zeichnen sich gegenüber denen anderer Abelisauroiden vor allem durch ihre geringe Größe aus. Ein Alleinstellungsmerkmal von Dahalokely ist der Bau der Präzygoepipophyseallamina – ein Paar dünner Knochenkämme, welche die Präzygapophysen an der vorderen und die Epipophysen an der hinteren Oberseite der Halswirbel miteinander verbinden. Diese Knochenkämme sind an ihrem Mittelpunkt deutlich gewölbt und an beiden Seiten durch kleine Höcker von den Epipophysen getrennt. Die Wirbel der Gattung sind für Abelisauroiden vergleichsweise klein. Auf Grundlage ihrer Dimensionen und der von anderen Gattungen bekannten Proportionen wird für Dahalokely eine Gesamtlänge von 3,5–5,6 m angenommen.

## Stratigraphie, Verbreitung und Fossilmaterial
Alle Fossilien von Dahalokely wurden 2007 in der mittleren Ambolafotsy-Formation im äußersten Norden Madagaskars gefunden. Dabei handelt es sich um Wirbel aus dem Hals und dem vorderen Rücken sowie zwei Rippen aus dem vorderen Brustkorb. Der untere Teil der Ambolafoty-Formation kann anhand der Foraminifere Helvetoglobotruncana helvetica auf ein Alter von 93,52–92,99 mya bestimmt werden. Oberhalb der Fundschicht tritt die Ammonitenart Subprionocyclus neptuni auf, die das erste Mal 90,86 mya auftauchte. Trotz fehlender Leitfossilien in der eigentlichen Fundschicht von Dahalokely kann das Alter der Fossilien damit auf das ausgehende Unterturonium und das frühe Oberturonium (etwa 93,52–89,77 mya) eingegrenzt werden.

## Taxonomie und Systematik
Das 2007 geborgene Material aus der Ambolafotsy-Formation (Inventarnummer UA 9855) wurde zunächst von Joseph Groenke an der Stony Brook University präpariert und anschließend von Andrew Farke und Joseph Sertich analysiert und mit dem anderer Abelisauroiden verglichen. Farke und Sertich designierten es schließlich zum Holotyp einer neuen Art und Gattung, Dahalokely tokana. Der Gattungsname (Malagasy dahalo für „bandit“, kely für „klein“) bezieht sich auf die für Abelisauroiden relativ geringe Größe, das Artepitheton tokana bedeutet auf Malagasy so viel wie „einsam“. Er verweist auf die räumlich und zeitlich isolierte Fundlage der Art, deren Angehörige die einzigen bekannten Vertreter der Abelisaouroidea auf Indo-Madagaskar waren, nachdem es sich von Gondwana gelöst hatte und bevor es sich in Indien und Madagaskar teilte.
Statistische Vergleiche der osteologischen Feinmerkmale durch Farke und Sertich wiesen Dahalokely als eine ursprüngliche Klade der Noasauridae aus, zeigten allerdings nur einen schwachen Bootstrap-Support für diese Einordnung. Die Autoren betrachteten die Verortung der Gattung in der Noasauridae daher als vorläufig. Zwar ist Dahalokely der einzig bekannte Abelosauroide Madagaskars aus dem Turonium, allerdings weist die Analyse die madegassischen Taxa Majungasaurus und Masiakasaurus aus der Kreidezeit jeweils unterschiedlichen Familien zu, sodass zu Lebzeiten von Dahalokely womöglich auch die ghost lineage von Majungasaurus in der Region vertreten war.